# Cuộc đua xe đạp tranh Cúp truyền hình Thành phố Hồ Chí Minh 2015
Cuộc đua xe đạp toàn quốc tranh Cúp truyền hình Thành phố Hồ Chí Minh 2015 là giải đấu lần thứ 27 của Cuộc đua xe đạp toàn quốc tranh Cúp truyền hình Thành phố Hồ Chí Minh do Ban Thể dục - Thể thao, Đài Truyền hình Thành phố Hồ Chí Minh và Tổng cục Thể dục thể thao Việt Nam phối hợp tổ chức, diễn ra từ ngày 11 tháng 4 đến ngày 30 tháng 4 năm 2015. Cuộc đua gồm 19 chặng với tổng lộ trình 2085,5 km, bắt đầu bằng chặng đua vòng quanh hồ Hoàn Kiếm, Hà Nội và kết thúc tại Hội trường Thống Nhất, Thành phố Hồ Chí Minh. Tổng cộng có 12 đội đua trên cả nước tham gia cuộc đua lần này.

## Công bố
| Giải thưởng         | Tiền thưởng      |
| Từng chặng          | Từng chặng       |
| ------------------- | ---------------- |
| Về nhất             | 5.000.000 đồng   |
| Chung cuộc          |                  |
| Áo vàng             | 100.000.000 đồng |
| Áo chấm đỏ          | 40.000.000 đồng  |
| Áo xanh             | 40.000.000 đồng  |
| Áo trắng            | 20.000.000 đồng  |
| Đồng đội chung cuộc | 80.000.000 đồng  |
| Đội phong cách      | 20.000.000 đồng  |

Thông tin về Cuộc đua xe đạp toàn quốc tranh Cúp Truyền hình Thành phố Hồ Chí Minh 2015 được công bố vào tháng 4 năm 2015 trong một cuộc họp báo trước khi khởi tranh giải. Ban tổ chức đã công bố lộ trình cuộc đua với tổng chiều dài 2085,5 km.
Đài Truyền hình Thành phố Hồ Chí Minh cho biết việc tổ chức này nằm trong chương trình Lễ quốc gia kỷ niệm 40 năm ngày Giải phóng miền Nam - Thống nhất đất nước, đồng thời hướng tới kỷ niệm 129 năm ngày Quốc tế Lao động và 125 năm ngày sinh của Chủ tịch Hồ Chí Minh.

## Danh sách tham dự

### Đội đua xe đạp[4]
Cuộc đua lần thứ 27 quy tụ các đội đua:
- Anh văn Hội Việt Mỹ Thành phố Hồ Chí Minh (VUS)
- Mathnasium Thành phố Hồ Chí Minh (MAT)
- ADC Truyền hình Vĩnh Long (ADC)
- Thanh Sơn Hóa Nông - Vĩnh Long (THN)
- Bến Tre (BTR)
- Dogarlic Đồng Tháp (DOG)
- Dược Domesco Đồng Tháp (DDD)
- Gạo Hạt Ngọc Trời An Giang (GHT)
- Đống Đa Hà Nội (HNO)
- Quân khu 7 (QK7)
- VTV Cần Thơ (CTH)
- BTV Bình Dương (TBD)

### Vận động viên[4]
| Số đeo | Họ và tên (năm sinh)            | Đội (viết tắt)                                  |
| ------ | ------------------------------- | ----------------------------------------------- |
| 1      | Trương Nguyễn Thanh Nhân (1986) | Anh văn Hội Việt Mỹ Thành phố Hồ Chí Minh (VUS) |
| 2      | Nguyễn Trường Tài (1988)        | Anh văn Hội Việt Mỹ Thành phố Hồ Chí Minh (VUS) |
| 3      | Lê Văn Duẩn (1987)              | Anh văn Hội Việt Mỹ Thành phố Hồ Chí Minh (VUS) |
| 4      | Mai Nguyễn Hưng (1988)          | Anh văn Hội Việt Mỹ Thành phố Hồ Chí Minh (VUS) |
| 5      | Trần Thanh Nhanh (1993)         | Anh văn Hội Việt Mỹ Thành phố Hồ Chí Minh (VUS) |
| 6      | Huỳnh Mai Duy (1984)            | Anh văn Hội Việt Mỹ Thành phố Hồ Chí Minh (VUS) |
| 7      | Trần Thanh Điền (1996)          | Anh văn Hội Việt Mỹ Thành phố Hồ Chí Minh (VUS) |
| 11     | Nguyễn Minh Tâm (1989)          | Mathnasium Thành phố Hồ Chí Minh (MAT)          |
| 12     | Ách Xa Na Qui (1993)            | Mathnasium Thành phố Hồ Chí Minh (MAT)          |
| 13     | Nguyễn Lưu Thanh Nhân (1994)    | Mathnasium Thành phố Hồ Chí Minh (MAT)          |
| 14     | Đỗ Trí Dũng (1995)              | Mathnasium Thành phố Hồ Chí Minh (MAT)          |
| 15     | Đinh Quốc Việt (1985)           | Mathnasium Thành phố Hồ Chí Minh (MAT)          |
| 16     | Phạm Phát Đạt (1994)            | Mathnasium Thành phố Hồ Chí Minh (MAT)          |
| 17     | Lê Nguyệt Minh (1992)           | Mathnasium Thành phố Hồ Chí Minh (MAT)          |
| 21     | Bùi Minh Thụy (1989)            | ADC Truyền hình Vĩnh Long (ADC)                 |
| 22     | Hồ Văn Phúc (1988)              | ADC Truyền hình Vĩnh Long (ADC)                 |
| 23     | Nguyễn Hữu Tiến (1996)          | ADC Truyền hình Vĩnh Long (ADC)                 |
| 24     | Tăng Trí Hùng (1989)            | ADC Truyền hình Vĩnh Long (ADC)                 |
| 25     | Nguyễn Hoàng Sang (1993)        | ADC Truyền hình Vĩnh Long (ADC)                 |
| 26     | Nguyễn Minh Luận (1997)         | ADC Truyền hình Vĩnh Long (ADC)                 |
| 27     | Trịnh Đức Tâm (1992)            | ADC Truyền hình Vĩnh Long (ADC)                 |
| 31     | Hồ Hoàng Sơn (1992)             | Thanh Sơn Hóa Nông - Vĩnh Long (THN)            |
| 32     | Nguyễn Duy Khánh (1996)         | Thanh Sơn Hóa Nông - Vĩnh Long (THN)            |
| 33     | Nguyễn Minh Thiện (1998)        | Thanh Sơn Hóa Nông - Vĩnh Long (THN)            |
| 34     | Nguyễn Phạm Quốc Khang (1996)   | Thanh Sơn Hóa Nông - Vĩnh Long (THN)            |
| 35     | Võ Thành Tấn (1998)             | Thanh Sơn Hóa Nông - Vĩnh Long (THN)            |
| 36     | Lê Tấn Phát (1998)              | Thanh Sơn Hóa Nông - Vĩnh Long (THN)            |
| 37     | Nguyễn Văn Dương (1997)         | Thanh Sơn Hóa Nông - Vĩnh Long (THN)            |
| 41     | Nguyễn Quốc Định (1992)         | Bến Tre (BTR)                                   |
| 42     | Nguyễn Quốc Dương (1995)        | Bến Tre (BTR)                                   |
| 43     | Nguyễn Thanh Tuấn (1990)        | Bến Tre (BTR)                                   |
| 44     | Nguyễn Ngọc Tươi (1995)         | Bến Tre (BTR)                                   |
| 45     | Nguyễn Hữu Đức (1997)           | Bến Tre (BTR)                                   |
| 46     | Lê Văn Hiếu (1998)              | Bến Tre (BTR)                                   |
| 47     | Phước Minh Hòa (1996)           | Bến Tre (BTR)                                   |
| 51     | Huỳnh Nhật Duy (1997)           | Dogarlic Đồng Tháp (DOG)                        |
| 52     | Nguyễn Tuấn Vũ (1999)           | Dogarlic Đồng Tháp (DOG)                        |
| 53     | Phạm Quốc Cường (1994)          | Dogarlic Đồng Tháp (DOG)                        |
| 54     | Trương Nhật Trường (1995)       | Dogarlic Đồng Tháp (DOG)                        |
| 55     | Trần Tuấn Kiệt (2000)           | Dogarlic Đồng Tháp (DOG)                        |
| 56     | Lê Quốc Bảo (2000)              | Dogarlic Đồng Tháp (DOG)                        |
| 57     | Nguyễn Hoàng Thái (1998)        | Dogarlic Đồng Tháp (DOG)                        |
| 61     | Đỗ Tuấn Anh (1985)              | Dược Domesco Đồng Tháp (DDD)                    |
| 62     | Trần Nguyễn Minh Trí (1994)     | Dược Domesco Đồng Tháp (DDD)                    |
| 63     | Nguyễn Tấn Hoài (1992)          | Dược Domesco Đồng Tháp (DDD)                    |
| 64     | Nguyễn Vũ Linh (1989)           | Dược Domesco Đồng Tháp (DDD)                    |
| 65     | Nguyễn Nhật Nam (1997)          | Dược Domesco Đồng Tháp (DDD)                    |
| 66     | Lê Ngọc Sơn (1991)              | Dược Domesco Đồng Tháp (DDD)                    |
| 67     | Phan Hoàng Thái (1998)          | Dược Domesco Đồng Tháp (DDD)                    |
| 71     | Lê Quốc Vũ (1996)               | Gạo Hạt Ngọc Trời An Giang (GHT)                |
| 72     | Đỗ Phước Tuấn (1995)            | Gạo Hạt Ngọc Trời An Giang (GHT)                |
| 73     | Hồ Huỳnh Vạn An (1993)          | Gạo Hạt Ngọc Trời An Giang (GHT)                |
| 74     | Nguyễn Phú Trung (1991)         | Gạo Hạt Ngọc Trời An Giang (GHT)                |
| 75     | Nguyễn Thành Tâm (1992)         | Gạo Hạt Ngọc Trời An Giang (GHT)                |
| 76     | Nguyễn Anh Khoa (1995)          | Gạo Hạt Ngọc Trời An Giang (GHT)                |
| 77     | Nguyễn Hoàng Giang (1996)       | Gạo Hạt Ngọc Trời An Giang (GHT)                |
| 81     | Lê Anh Dũng (1992)              | Đống Đa Hà Nội (HNO)                            |
| 82     | Quàng Văn Cường (1997)          | Đống Đa Hà Nội (HNO)                            |
| 83     | Lò Văn Xom (1997)               | Đống Đa Hà Nội (HNO)                            |
| 84     | Lường Văn Sinh (1997)           | Đống Đa Hà Nội (HNO)                            |
| 85     | Ngô Văn Phương (1998)           | Đống Đa Hà Nội (HNO)                            |
| 86     | Nguyễn Đoàn Đức (1998)          | Đống Đa Hà Nội (HNO)                            |
| 87     | Hà Công Ky (1998)               | Đống Đa Hà Nội (HNO)                            |
| 91     | Nguyễn Huỳnh Phú Lộc (1994)     | Quân Đội (QDO)                                  |
| 92     | Huỳnh Thanh Tùng (1996)         | Quân Đội (QDO)                                  |
| 93     | Trần Nguyễn Duy Nhân (1997)     | Quân Đội (QDO)                                  |
| 94     | Trần Lê Minh Tuấn (1994)        | Quân Đội (QDO)                                  |
| 95     | Lê Hữu Phước (1995)             | Quân Đội (QDO)                                  |
| 96     | Trần Đức Tiến (1998)            | Quân Đội (QDO)                                  |
| 97     | Trần Văn Quyền (1993)           | Quân Đội (QDO)                                  |
| 101    | Lê Văn Động (1983)              | VTV Cần Thơ (CTH)                               |
| 102    | Nguyễn Minh Triết (1996)        | VTV Cần Thơ (CTH)                               |
| 103    | Phan Thông Nhàn (1988)          | VTV Cần Thơ (CTH)                               |
| 104    | Phan Tuấn Vũ (1997)             | VTV Cần Thơ (CTH)                               |
| 105    | Nguyễn Văn Đức (1992)           | VTV Cần Thơ (CTH)                               |
| 106    | Sử Phương Toàn (1998)           | VTV Cần Thơ (CTH)                               |
| 107    | Châu Hồng Hậu (1992)            | VTV Cần Thơ (CTH)                               |
| 111    | Nguyễn Văn Thế (1990)           | BTV Bình Dương (TBD)                            |
| 112    | Trần Quốc Dũng (1990)           | BTV Bình Dương (TBD)                            |
| 113    | Nguyễn Huỳnh Kỳ (1997)          | BTV Bình Dương (TBD)                            |
| 114    | Nguyễn Anh Khoa (1999)          | BTV Bình Dương (TBD)                            |
| 115    | Nguyễn Minh Việt (1997)         | BTV Bình Dương (TBD)                            |
| 116    | Nguyễn Cường Khang (1998)       | BTV Bình Dương (TBD)                            |
| 117    | Nguyễn Dương Hồ Vũ (1999)       | BTV Bình Dương (TBD)                            |

## Lộ trình và kết quả từng chặng
| Chặng | Ngày       | Đoạn đường                                               | Khoảng cách        | Kết quả từng chặng               | Kết quả từng chặng              | Kết quả từng chặng               |
| Chặng | Ngày       | Đoạn đường                                               | Khoảng cách        | Nhất                             | Nhì                             | Ba                               |
| ----- | ---------- | -------------------------------------------------------- | ------------------ | -------------------------------- | ------------------------------- | -------------------------------- |
| 1     | 11 tháng 4 | Vòng đua hồ Hoàn Kiếm (Hà Nội) (25 vòng x 1,7 km)        | 42,5 km            | Lê Nguyệt Minh (MAT)             | Trương Nguyễn Thanh Nhân (VUS)  | Nguyễn Trường Tài (VUS)          |
| 2     | 12 tháng 4 | Hà Nội đi Thanh Hóa                                      | 130 km             | Châu Hồng Hậu (CTH)              | Nguyễn Vũ Linh (DDD)            | Trịnh Đức Tâm (ADC)              |
| 3     | 13 tháng 4 | Thanh Hóa đi Vinh (Nghệ An)                              | 42 km              | Nguyễn Hoàng Sang (ADC)          | Nguyễn Quốc Đỉnh (BTR)          | Phạm Phát Đạt (MAT)              |
| 4     | 14 tháng 4 | Vòng đua Quảng trường Hồ Chí Minh (Nghệ An)              | 54 km              | Trần Văn Quyền (QK7)             | Nguyễn Thành Tâm (GHT)          | Nguyễn Vũ Linh (DDD)             |
| 5     | 15 tháng 4 | Vinh đi Đồng Hới (Quảng Bình, đèo Ngang)                 | 121 km             | Hồ Văn Phúc (ADC)                | Phan Hoàng Thái (DDD)           | Lê Văn Động (CTH)                |
| 6     | 16 tháng 4 | Đồng Hới đi Nghĩa trang đường 9 Đông Hà                  | 121 km             | Đỗ Tuấn Anh (DDD)                | Lê Văn Duẩn (VUS)               | Huỳnh Thanh Tùng (QK7)           |
| 7     | 16 tháng 4 | Nghĩa trang đường 9 Đông Hà đi Huế                       | 70 km              | Đỗ Tuấn Anh (DDD)                | Trần Văn Quyền (QK7)            | Lê Văn Duẩn (VUS)                |
| —     | 17 tháng 4 | Nghỉ tại Huế                                             | Nghỉ tại Huế       | Nghỉ tại Huế                     | Nghỉ tại Huế                    | Nghỉ tại Huế                     |
| 8     | 18 tháng 4 | Vòng đua Trường Tiền - Phú Xuân (Huế) (20 vòng x 2,1 km) | 42 km              | Lê Văn Duẩn (VUS)                | Lê Nguyệt Minh (MAT)            | Trần Văn Quyền (QK7)             |
| 9     | 19 tháng 4 | Huế đi Đà Nẵng (đèo Phú Gia, Phước Tượng, Hải Vân)       | 109 km             | Nguyễn Thành Tâm (GHT)           | Lê Văn Duẩn (VUS)               | Hồ Văn Phúc (ADC)                |
| 10    | 20 tháng 4 | Đà Nẵng đi Quảng Ngãi                                    | 133 km             | Nguyễn Quốc Đỉnh (BTR)           | Lê Văn Động (CTH)               | Nguyễn Văn Dương (THN)           |
| 11    | 21 tháng 4 | Quảng Ngãi đi Quy Nhơn (Bình Định)                       | 179 km             | Lê Văn Động (CTH)                | Hồ Hoàng Sơn (THN)              | Lê Anh Dũng (HNO)                |
| 12    | 22 tháng 4 | Quy Nhơn đi Tuy Hòa (Phú Yên)                            | 116 km             | Lê Anh Dũng (HNO)                | Phan Tuấn Vũ (CTH)              | Hồ Hoàng Sơn (THN)               |
| 13    | 23 tháng 4 | Tuy Hòa đi Nha Trang (Khánh Hòa, đèo Cả)                 | 120 km             | Nguyễn Lưu Thanh Nhân (MAT)      | Châu Hồng Hậu (CTH)             | Nguyễn Văn Đức (CTH)             |
| 14    | 24 tháng 4 | Đua đồng đội tính giờ tại Nha Trang                      | 50 km              | Anh văn Hội Việt Mỹ TP.HCM (VUS) | ADC Truyền hình Vĩnh Long (ADC) | Gạo Hạt Ngọc Trời An Giang (GHT) |
| —     | 25 tháng 4 | Nghỉ tại Nha Trang                                       | Nghỉ tại Nha Trang | Nghỉ tại Nha Trang               | Nghỉ tại Nha Trang              | Nghỉ tại Nha Trang               |
| 15    | 26 tháng 4 | Nha Trang đi Phan Rang (Ninh Thuận)                      | 97 km              | Hồ Hoàng Sơn (THN)               | Nguyễn Cường Khang (TBD)        | Nguyễn Quốc Đỉnh (BTR)           |
| 16    | 27 tháng 4 | Phan Rang đi Đà Lạt (Lâm Đồng, đèo Ngoạn Mục, Prenn)     | 127 km             | Nguyễn Thành Tâm (GHT)           | Lê Ngọc Sơn (DDD)               | Trần Lê Minh Tuấn (QK7)          |
| 17    | 28 tháng 4 | Vòng đua hồ Xuân Hương (Đà Lạt) (10 vòng x 5,1 km)       | 51 km              | Trịnh Đức Tâm (ADC)              | Hồ Huỳnh Vạn An (GHT)           | Lê Ngọc Sơn (DDD)                |
| 18    | 29 tháng 4 | Đà Lạt đi Bảo Lộc (Lâm Đồng)                             | 110 km             | Bùi Minh Thụy (ADC)              | Trịnh Đức Tâm (ADC)             | Nguyễn Văn Thế (TBD)             |
| 19    | 30 tháng 4 | Bảo Lộc đi Thành phố Hồ Chí Minh                         | 168 km             | Nguyễn Quốc Đỉnh (BTR)           | Nguyễn Hoàng Thái (DOG)         | Hồ Hoàng Sơn (THN)               |

### Kết quả màu áo qua các chặng
| Chặng   | - Áo vàng (VĐV xuất sắc) | - Áo xanh (Vua nước rút) | - Áo chấm đỏ (Vua leo núi) | - Áo trắng (VĐV trẻ xuất sắc) | - Thành tích đồng đội |
| ------- | ------------------------ | ------------------------ | -------------------------- | ----------------------------- | --------------------- |
| 1       | Lê Nguyệt Minh (MAT)     | Lê Nguyệt Minh (MAT)     | —                          | Trần Đức Tiến (QDO)           | VUS                   |
| 2       | Châu Hồng Hậu (CTH)      | Lê Nguyệt Minh (MAT)     | —                          | Nguyễn Minh Việt (TBD)        | GHT                   |
| 3       | Nguyễn Vũ Linh (DDD)     | Nguyễn Vũ Linh (DDD)     | —                          | Quàng Văn Cường (HNO)         | GHT                   |
| 4       | Nguyễn Vũ Linh (DDD)     | Nguyễn Vũ Linh (DDD)     | —                          | Quàng Văn Cường (HNO)         | GHT                   |
| 5       | Nguyễn Quốc Đỉnh (BTR)   | Nguyễn Vũ Linh (DDD)     | Phan Hoàng Thái (DDD)      | Nguyễn Minh Việt (TBD)        | GHT                   |
| 6       | Hồ Huỳnh Vạn An (GHT)    | Nguyễn Vũ Linh (DDD)     | Phan Hoàng Thái (DDD)      | Nguyễn Minh Việt (TBD)        | GHT                   |
| 7       | Hồ Huỳnh Vạn An (GHT)    | Đỗ Tuấn Anh (DDD)        | Phan Hoàng Thái (DDD)      | Nguyễn Minh Việt (TBD)        | GHT                   |
| 8       | Hồ Huỳnh Vạn An (GHT)    | Lê Văn Duẩn (VUS)        | Phan Hoàng Thái (DDD)      | Nguyễn Minh Việt (TBD)        | GHT                   |
| 9       | Nguyễn Minh Việt (TBD)   | Lê Văn Duẩn (VUS)        | Nguyễn Tấn Hoài (DDD)      | Nguyễn Minh Việt (TBD)        | GHT                   |
| 10      | Nguyễn Minh Việt (TBD)   | Lê Văn Duẩn (VUS)        | Nguyễn Tấn Hoài (DDD)      | Nguyễn Minh Việt (TBD)        | GHT                   |
| 11      | Nguyễn Minh Việt (TBD)   | Lê Văn Duẩn (VUS)        | Nguyễn Tấn Hoài (DDD)      | Nguyễn Minh Việt (TBD)        | GHT                   |
| 12      | Nguyễn Minh Việt (TBD)   | Lê Văn Duẩn (VUS)        | Nguyễn Tấn Hoài (DDD)      | Nguyễn Minh Việt (TBD)        | GHT                   |
| 13      | Nguyễn Minh Việt (TBD)   | Lê Văn Duẩn (VUS)        | Nguyễn Tấn Hoài (DDD)      | Nguyễn Minh Việt (TBD)        | GHT                   |
| 14      | Nguyễn Trường Tài (VUS)  | Lê Văn Duẩn (VUS)        | Nguyễn Tấn Hoài (DDD)      | Nguyễn Hoàng Giang (GHT)      | GHT                   |
| 15      | Nguyễn Trường Tài (VUS)  | Lê Văn Duẩn (VUS)        | Nguyễn Tấn Hoài (DDD)      | Nguyễn Hoàng Giang (GHT)      | GHT                   |
| 16      | Nguyễn Trường Tài (VUS)  | Lê Văn Duẩn (VUS)        | Nguyễn Tấn Hoài (DDD)      | Nguyễn Hoàng Giang (GHT)      | GHT                   |
| 17      | Nguyễn Trường Tài (VUS)  | Lê Văn Duẩn (VUS)        | Nguyễn Tấn Hoài (DDD)      | Nguyễn Hoàng Giang (GHT)      | GHT                   |
| 18      | Nguyễn Trường Tài (VUS)  | Lê Văn Duẩn (VUS)        | Nguyễn Tấn Hoài (DDD)      | Nguyễn Hoàng Giang (GHT)      | GHT                   |
| 19      | Nguyễn Trường Tài (VUS)  | Lê Văn Duẩn (VUS)        | Nguyễn Tấn Hoài (DDD)      | Nguyễn Hoàng Giang (GHT)      | GHT                   |
| Kết quả | Nguyễn Trường Tài (VUS)  | Lê Văn Duẩn (VUS)        | Nguyễn Tấn Hoài (DDD)      | Nguyễn Hoàng Giang (GHT)      | GHT                   |

## Xếp hạng chung cuộc
|                 | Nhất                       | Nhì                     | Ba                       | Tham khảo   |
| --------------- | -------------------------- | ----------------------- | ------------------------ | ----------- |
| Áo vàng         | Nguyễn Trường Tài (VUS)    | Hồ Văn Phúc (ADC)       | Nguyễn Hoàng Giang (GHT) | [ 5 ] [ 6 ] |
| Áo chấm đỏ      | Nguyễn Tấn Hoài (DDD)      | Trần Lê Minh Tuấn (QK7) | Lê Ngọc Sơn (DDD)        | [ 5 ] [ 6 ] |
| Áo xanh         | Lê Văn Duẩn (VUS)          | Hồ Văn Phúc (ADC)       | Nguyễn Quốc Đỉnh (BTR)   | [ 5 ] [ 6 ] |
| Áo trắng        | Nguyễn Hoàng Giang (GHT)   | Nguyễn Minh Việt (TBD)  | Nguyễn Minh Luận (ADC)   | [ 5 ] [ 6 ] |
| Giải đồng đội   | Gạo Hạt Ngọc Trời An Giang | Quân khu 7              | Dược Domesco Đồng Tháp   | [ 5 ] [ 6 ] |
| Giải phong cách | Dược Domesco Đồng Tháp     | Dược Domesco Đồng Tháp  | Dược Domesco Đồng Tháp   | [ 5 ] [ 6 ] |

## Truyền hình
Các chặng đua được truyền hình trực tiếp trên kênh HTV9, HTV Thể Thao, VTV3 và VTV6. Đây là lần cuối cùng Đài Truyền hình Việt Nam tiếp sóng truyền hình trực tiếp cuộc đua.
Đây cũng là cuộc đua đầu tiên được truyền hình trực tiếp với định dạng HD.

## Nhà tài trợ
- Tập đoàn Hoa Sen

- Tân Hiệp Phát